# 犬糸状虫
犬糸状虫（いぬしじょうちゅう、学名：Dirofilaria immitis）はフィラリアの一種で、蚊の吸血によって媒介されイヌを終宿主とする寄生性線虫。イヌのみならず、ネコ、イタチ、アシカ、また稀にはヒトにも感染し、犬糸状虫症（犬フィラリア症）を引き起こす。

## 形態

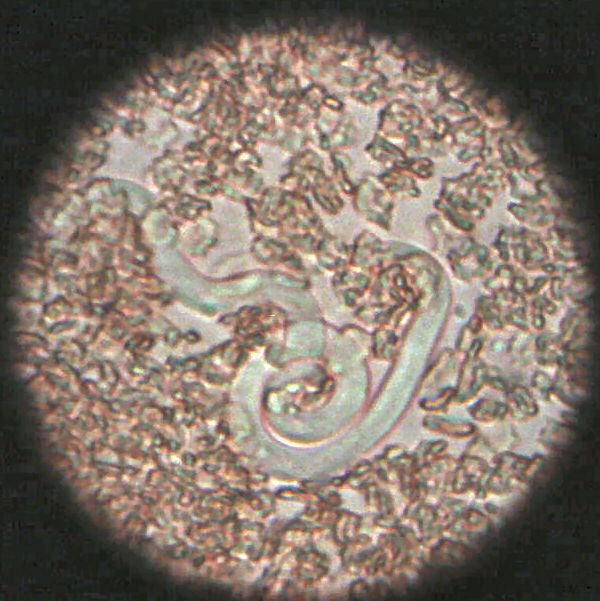
犬糸状虫のミクロフィラリア

成虫は乳白色で非常に細長い。雌のほうが大きく、体長25 - 30 cm、体幅1.5 mmほど。雄は体長12 - 20 cm、体幅1 mmほどである。虫体前端はドーム状で、体表には4対の頭部乳頭、1対の頚部乳頭がある。口は小さく口唇や口腔はない。雄の尾部は螺旋状に巻き、肛門前後の腹側表面に9 - 10対の乳頭がある。交接刺は左右不同。雌が産出するミクロフィラリア（第1期幼虫）は体長300 µm前後、体幅は5 - 7 µm、終宿主へ感染する第3期幼虫は体長1 mmほどである。

## 生態

犬糸状虫の生活環

イヌを終宿主、蚊を中間宿主とする寄生虫である。終宿主としてはイヌ以外にも、ネコ、オオカミ、コヨーテ、キツネ、フェレット、アザラシ、アフリカヒョウ、ヒト、ビーバーなどが知られている。中間宿主は幅広いが主にイエカ属及びヤブカ属などであり、日本では特にアカイエカによる媒介が重要視される。
しばしば右心室に大量に寄生することから英語ではheartwormと呼ばれているが、心臓だけでなく肺動脈にも寄生している。

### 生活環
雌は卵胎生で第1期幼虫(L1)を産出する。第1期幼虫は消化管などが不完全な構造であるため、ミクロフィラリアと呼ばれる。ミクロフィラリアは血流中を循環し、中間宿主である蚊に吸血されるまで最大2年もの間待機することができる。
蚊に吸血されるとおよそ24時間以内に消化管からマルピーギ管へ移行し、吸血8 - 10日後に第2期幼虫(L2)、さらに3日ほどで感染性の第3期幼虫(L3)へと脱皮して吻鞘に移行する。
感染能を得るまでには気温に応じて2 - 6週間を要し、もし気温が14 °C以下になると成長できずに生活環は止まってしまう。

第3期幼虫は蚊の吸血時に吻鞘部から終宿主の体表に移動し、吸血孔などの皮膚の損傷部から侵入する。そのまま皮下で3 - 12日を過ごし脱皮して第4期幼虫(L4)となる。続いて腹から腰にかけての筋肉に移動し、感染50 - 70日後に脱皮して未成熟な成虫(L5)になる。これが血流に乗り心臓を経由して肺動脈にたどり着くのが感染75 - 85日にかけてである。感染から6 - 9ヶ月後には、成熟しつがいとなって雌はミクロフィラリアを産み始める。成虫の寿命は7年以上とされる。
イヌ以外の哺乳類宿主に感染した場合は成長様式が異なってくる。ネコの場合は発育が悪くなり、成虫の寿命は2年と短く、ミクロフィラリアはほとんど産出しない。ヒトに感染した場合は、未熟なままで終わることが多い。

## 分布
熱帯から温帯にかけて広く分布しているが、感染率には地域差がある。
北アメリカ大陸では媒介蚊の見られる地域ではどこにでも分布しており、アラスカでの症例も報告されている。中でも感染率が高いのはテキサスからニュージャージーにかけての沿岸150マイルと、ミシシッピ川流域である。
南アメリカ大陸 や南欧、東南アジア、中東、
オーストラリア、韓国、日本などから報告されている。 

## ボルバキアとの共生
細胞内共生バクテリアであるボルバキア(Wolbachia pipientis)が、程度の差はあれおそらく全ての犬糸状虫の細胞内に共生していると考えられている。第3期・第4期幼虫に多く、成虫では角皮下索や雌の生殖器に多い。ボルバキアはヘムの合成を通じて犬糸状虫の脱皮や初期発生に関与していると考えられている。

## 歴史
1626年イタリア北部の貴族Francesco Biragoが狩猟犬の心臓に糸状虫を見出したのが文献上最初の報告と考えられる。
1892年Salvatore Calandruccioが蚊の体内にミクロフィラリアを見出し、1900年にGrassiとNoeが蚊が中間宿主となることを実験的に証明した。一方イヌ体内での発育過程は1943年に久米清治が明らかにした。
1970年原田隆二らが細胞内共生バクテリアを観察。